# Vidadi Nərimanbəyov
Vidadi Yaqub-Fərman oğlu Nərimanbəyov (Cannes, 13 luglio 1926 – Baku, 13 dicembre 2001) è stato un pittore azero.

## Biografia
Il padre di Vidadi, Fərman Nərimanbəyov, nacque a Şuşa. Fu una delle 40 persone che andarono in Europa per studiare dalla Repubblica Democratica dell'Azerbaigian. Durante la permanenza in Europa iniziò a frequentare la parigina Irma Lya. La giovane famiglia visse in Francia per molto tempo. Vidadi Narimanbekov nacque a Cannes nel 1926. Tornò nel suo paese natale nel 1929 con i suoi genitori. Anche la seconda guerra mondiale ebbe effetto sulla famiglia: una delle vittime della repressione dei cittadini azeri che studiava in Europa fu proprio Farman Narimanbekov. Farman Bay fu esiliato nella città russa di Kolyma e sua moglie e i suoi figli furono esiliati in Uzbekistan. A seguito dell'assoluzione di Farman Narimanbekov, entrambi i suoi figli furono educati e migliorarono le loro abilità nelle belle arti.
Nel 1943, Vidadi Narimanbekov entrò nella Scuola di Pittura intitolata ad Azim Azimzade. Nel 1944 fu arruolato nell'esercito, in cui prestò servizio per sei anni. Dopo essersi diplomato alla Scuola di Pittura, studiò all'Accademia d'arte e industria di Leningrado intitolata a Vera Ignat'evna Muchina dal 1953 al 1956. Dal 1957 al 1960 studiò all'Accademia delle Arti di Tbilisi. Il suo lavoro di diploma fu il dipinto "Anni difficili" su argomenti militari. Narimanbekov divenne famoso come studente con la "Gioia del nemico ...".
Diventò membro dell'Unione degli artisti dell'URSS nel 1961. Vidadi Narimanbekov fu insignito del titolo di Artista del Popolo della RSS Azera nel 1982. L'artista partecipò a mostre d'arte in tutta l'Unione Sovietica. Le sue mostre personali si svolsero in Francia nel 1992 e nel 2000.
Nell'autunno del 1977, la mostra personale di Vidadi Narimanbekov fu aperta nella sala espositiva di Vajiha Samadova.
Il tema principale delle sue opere fu l'umano. Felicità, tristezza, gioia e altri sentimenti si riflettono nelle sue opere. I "Ricordi" contengono abbastanza tensione ed eccitazione. L'artista lavorò con sfumature incredibilmente convincenti, artistiche e memorabili che generavano nello spettatore un odio per le guerre. L'opera fu esposta con successo nelle sale espositive di 107 paesi sin dalla sua creazione.
L'artista morì il 13 dicembre 2001 a Baku. Nel 2006 si tenne la Mostra per il 90º anniversario nel Museo nazionale d'arte dell'Azerbaigian. Vidadi Narimanbekov era fratello di Togrul Narimanbekov e padre di Nigar Narimanbekova.